# 王楼镇 (延津县)
王楼镇，是中华人民共和国河南省新乡市延津县下辖的一个乡镇级行政单位。
原为王楼乡，2013年12月撤乡设镇。

## 行政区划
王楼镇下辖以下地区：
王楼村、任庄村、宋洼村、千寨村、蔡庄村、老庄村、孙庄村、吕桑科村、吴桑科村、西陈村、丁赵村、周厂村、王庄村、黄寺村、前牛村、冯街村、姜街村、徐街村、新集村、后鲁邱村、前鲁邱村、陈湾村、李湾村、申湾村、刘庄村、城村、张街村、小城村、郭里村、川留村、乔杏庄村、张杏庄村、吴杏庄村、草店村和安庄村。